# Gabriel Désombs de Fajac
Gabriel Désombs de Fajac, ou de Sombs de Fajac, né le 18 juillet 1752 à Saverdun (Ariège), mort le 6 janvier 1829 à Saverdun (Ariège), est un général français de la Révolution et de l’Empire.

## États de service
Il entre en service le 23 août 1766, comme mousquetaire dans la 1re compagnie.
Il est nommé chef d’escadron le 21 février 1791, au 24e régiment de cavalerie, et le 5 février 1792, il est élevé au grade de colonel commandant ce même régiment. Il sert de 1792 à 1793, à l’armée des Ardennes.
Il est promu général de brigade le 15 mai 1793, et le 14 juin suivant il est mis en retraite pour cause d’invalidité.
Le 22 décembre 1801, il devient adjoint au général inspecteur aux revues à Moulins, et en 1805, il est affecté à la réserve de cavalerie de la Grande Armée. Il est fait chevalier de la Légion d’honneur le 17 janvier 1805, et officier de l’ordre le 5 juillet 1807.
En 1808, il sert à l’armée du Rhin, et de 1810 à 1815, il assume les fonctions d’inspecteur aux revues de la 6e division militaire. Il est titulaire de la croix de chevalier de Saint-Louis.
Il meurt le 6 janvier 1829, à Saverdun.